# Labuan Bajo
Labuan Bajo és una ciutat pesquera situada a l'extrem occidental de la gran illa de Flores a la província de Nusa Tenggara oriental a Indonèsia. És la capital de la Regència de Manggarai Occidental, una de les vuit regències que són les principals divisions administratives de Flores.

## Turisme
Antigament un petit poble de pescadors, Labuan Bajo (també escrit Labuhanbajo i Labuanbajo) és ara un centre turístic i també un centre de govern de la regió circumdant. Les instal·lacions de suport a les activitats turístiques s'estan expandint ràpidament, tot i que el ràpid augment del nombre de visitants està imposant algunes tensions a l'entorn local.

### Parc Nacional de Komodo
Labuan Bajo és la porta d'entrada per fer excursions pel proper parc nacional de Komodo fins a l'illa de Komodo i l'illa Rinca, ambdues llar dels famosos dracs de Komodo. Les illes de Labuan Bajo tenen un bell encant natural, un dels quals és una destinació aquàtica amb vistes submarines i una gran varietat de vida marina encantadora. Hi ha nombrosos punts de busseig a les illes properes a Labuan Bajo. Les illes Kanawa i Seraya, per exemple, ofereixen bons llocs de busseig i snorkel. Els corrents poden ser forts en alguns llocs, però cal tenir cura. Cada vespre a l'illa de Kalong, al sud de Labuan Bajo, milers de ratpenats de guineu voladora (coneguts com burung kalong en indonesi) ofereixen una exhibició sorprenent. Cap al capvespre, els ratpenats s'aixequen dels manglars al voltant de l'illa de Kalong i, en pocs minuts, es comença a formar una columna mentre milers de ratpenats comencen a creuar cap a l'illa principal de Flores a l'est. Cada cop més ratpenats s'uneixen a la columna durant potser els propers 30 minuts més o menys. La columna aviat forma un sender notable a través del cel que s'estén durant quilòmetres mentre els ratpenats volen cap a l'est fins a Flores per buscar menjar als boscos propers.

### Turisme ambiental
Altres característiques properes a Labuan Bajo inclouen diverses cascades, instal·lacions per fer senderisme i moltes platges diverses. El poble és petit i es pot recórrer fàcilment a peu en 15 minuts.
La cova de pedra del mirall (cova Batu cermin ) té només 4 km de distància.
Un altre lloc que no és tan popular, però que val la pena venir-hi es diu Wae Rebo Village. Per arribar a Wae Rebo, es necessiten set hores de cotxe i el poble és conegut amb la seva casa tradicional anomenada Mbaru Niang.

### Altres informacions turístiques

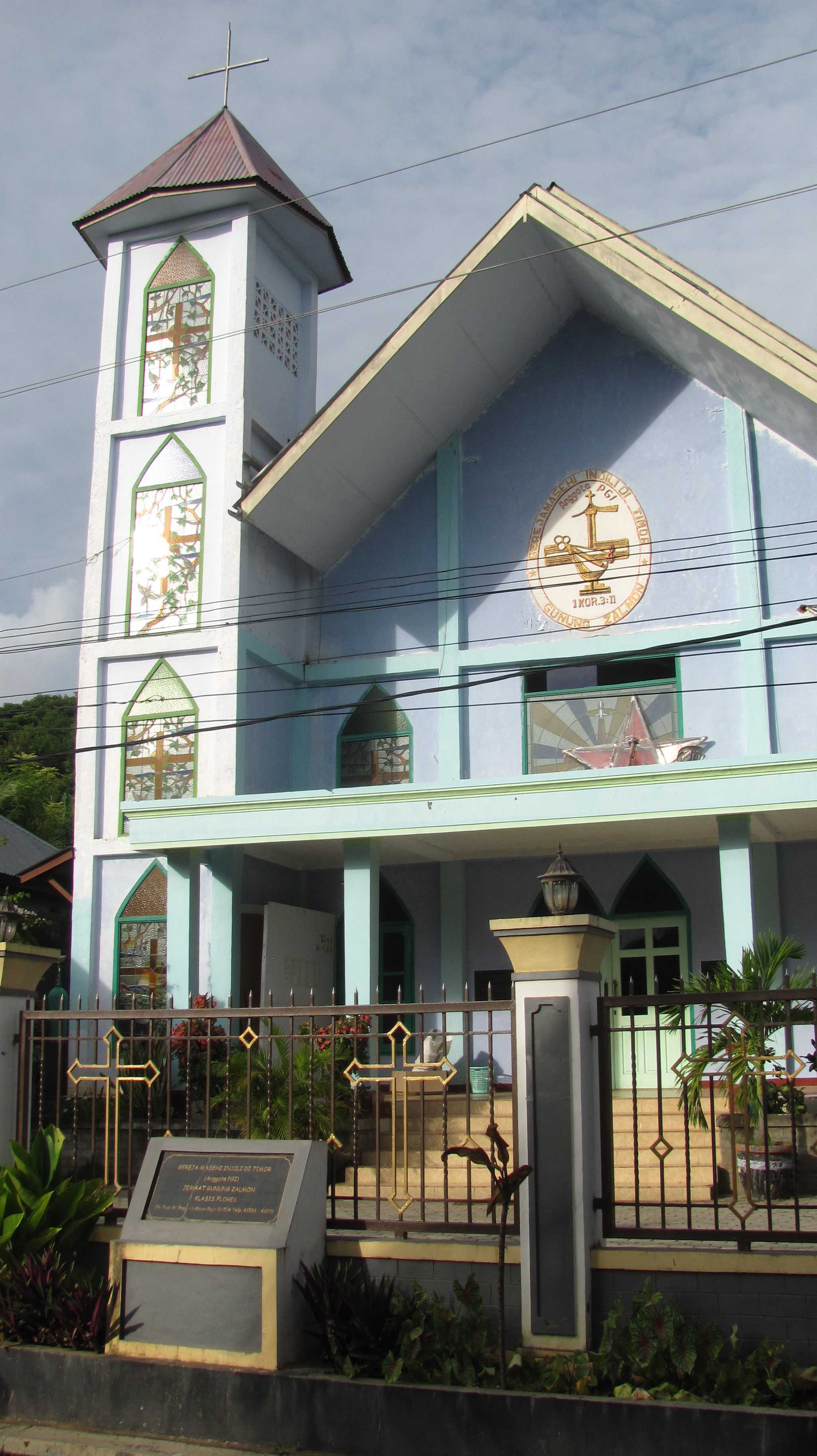
"Gereja Masehi Injili" Església reformada holandesa

Hi ha diverses esglésies interessants i una mesquita. Hi ha nombrosos caixers automàtics per la població i les principals vies estan asfaltades.
Cap a l'est des de Labuan Bajo, es pot viatjar per carretera a altres poblacions de Flores com Ruteng, Bajawa, Ende i Maumere .

### Desenvolupament turístic
A Labuan Bajo, el desenvolupament turístic ha tingut un gran impacte en l'economia en crear oportunitats de treball per a la població local i augmentar els ingressos a la zona. El total d'allotjaments també ha augmentat a la zona. El 2019, la zona incloïa 13 hotels de cinc estrelles, 68 hotels sense estrelles, 4 vil·les i 26 dormitoris.

## Transport

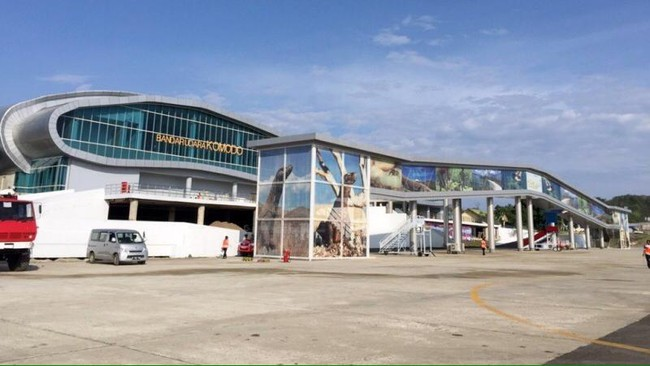
Aeroport de Komodo

L'aeroport de Komodo es troba a només 2 km del centre de Labuan Bajo i té entre 4 i 6 vols diaris que arriben des de Denpasar a Bali i altres llocs. El port de Labuan Bajo té sortides diàries de ferri a la ciutat de Bima, a l'oest, a la gran illa de Sumbawa, i sortides setmanals o quinzenals cap a Denpasar i Sulawesi. També hi ha vols directes de Jakarta a Labuan Bajo per Garuda Indonesia i Batik Air .

## Economia
L'economia local de la ciutat es centra al voltant del port de ferris i el turisme, les botigues i restaurants locals i el comerç de busseig. La majoria dels turistes estrangers són europeus, molts d'Itàlia, i també d'Austràlia i el Regne Unit. La zona més àmplia produeix peix i oli de palma; també hi ha una gran quantitat d'agricultura de subsistència als pobles de la regió on el nivell de vida encara és baix. Els nivells de pobresa a les zones rurals són alts.
Els governs nacionals i regionals van fer del 2012 un any per promoure el turisme regional al voltant de Labuan Bajo i el proper parc nacional de Komodo amb un festival de sis mesos des del juliol fins al desembre del 2012.

## Clima
Labuan Bajo té un clima de sabana tropical (Aw) amb precipitacions moderades a poques d'abril a novembre i pluges abundants de desembre a març.
| Paràmetres climàtics mitjans de Labuan Bajo | Paràmetres climàtics mitjans de Labuan Bajo | Paràmetres climàtics mitjans de Labuan Bajo | Paràmetres climàtics mitjans de Labuan Bajo | Paràmetres climàtics mitjans de Labuan Bajo | Paràmetres climàtics mitjans de Labuan Bajo | Paràmetres climàtics mitjans de Labuan Bajo | Paràmetres climàtics mitjans de Labuan Bajo | Paràmetres climàtics mitjans de Labuan Bajo | Paràmetres climàtics mitjans de Labuan Bajo | Paràmetres climàtics mitjans de Labuan Bajo | Paràmetres climàtics mitjans de Labuan Bajo | Paràmetres climàtics mitjans de Labuan Bajo | Paràmetres climàtics mitjans de Labuan Bajo |
| Més                                         | Ene.                                        | Febrer.                                     | Espatllar.                                  | Abr.                                        | Maig.                                       | Juny.                                       | Juliol.                                     | Fa.                                         | Setembre.                                   | Oct.                                        | Novembre.                                   | Dic.                                        | Anuals                                      |
| ------------------------------------------- | ------------------------------------------- | ------------------------------------------- | ------------------------------------------- | ------------------------------------------- | ------------------------------------------- | ------------------------------------------- | ------------------------------------------- | ------------------------------------------- | ------------------------------------------- | ------------------------------------------- | ------------------------------------------- | ------------------------------------------- | ------------------------------------------- |
| Temp. máx. mèdia (°C)                       | 30.4                                        | 29.8                                        | 30.5                                        | 31.0                                        | 30.8                                        | 30.4                                        | 30.4                                        | 30.9                                        | 31.5                                        | 31.9                                        | 31.5                                        | 30.7                                        | 30.8                                        |
| Mitjana temporal (°C)                       | 25.6                                        | 25.3                                        | 25.7                                        | 25.8                                        | 25.3                                        | 24.7                                        | 24.1                                        | 24.4                                        | 25.2                                        | 26.0                                        | 26.5                                        | 26.0                                        | 25.4                                        |
| Temp. mín. mèdia (°C)                       | 20.9                                        | 20.9                                        | 20.9                                        | 20.6                                        | 19.9                                        | 19.0                                        | 17.9                                        | 17.9                                        | 18.9                                        | 20.2                                        | 21.5                                        | 21.3                                        | 20                                          |
| Pluges (mm)                                 | 291                                         | 274                                         | 196                                         | 103                                         | 80                                          | 42                                          | 25                                          | 24                                          | 21                                          | 46                                          | 118                                         | 205                                         | 1425                                        |
| Font: Climate-Data.or                       |                                             |                                             |                                             |                                             |                                             |                                             |                                             |                                             |                                             |                                             |                                             |                                             |                                             |

## Galeria

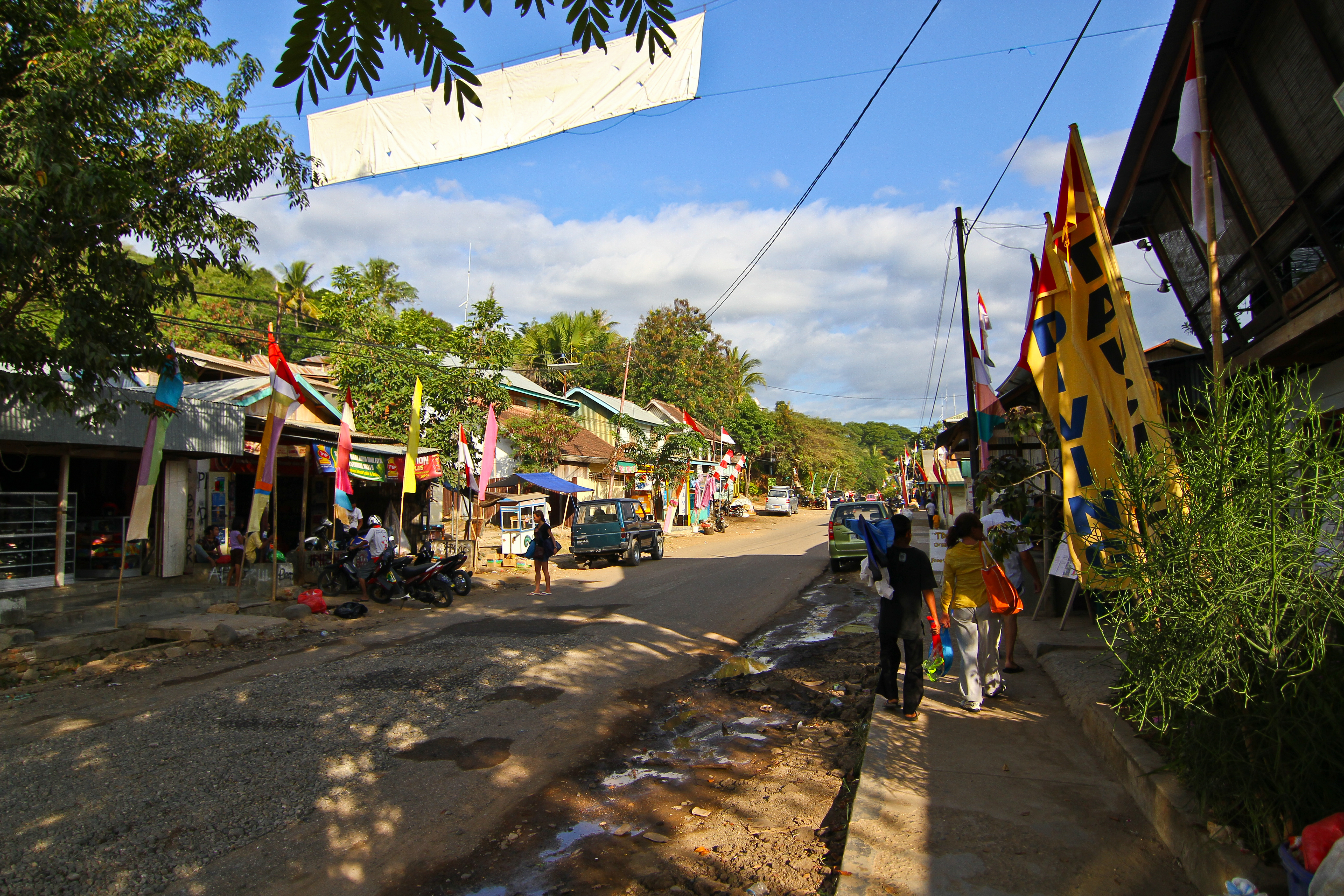
Carrer Major
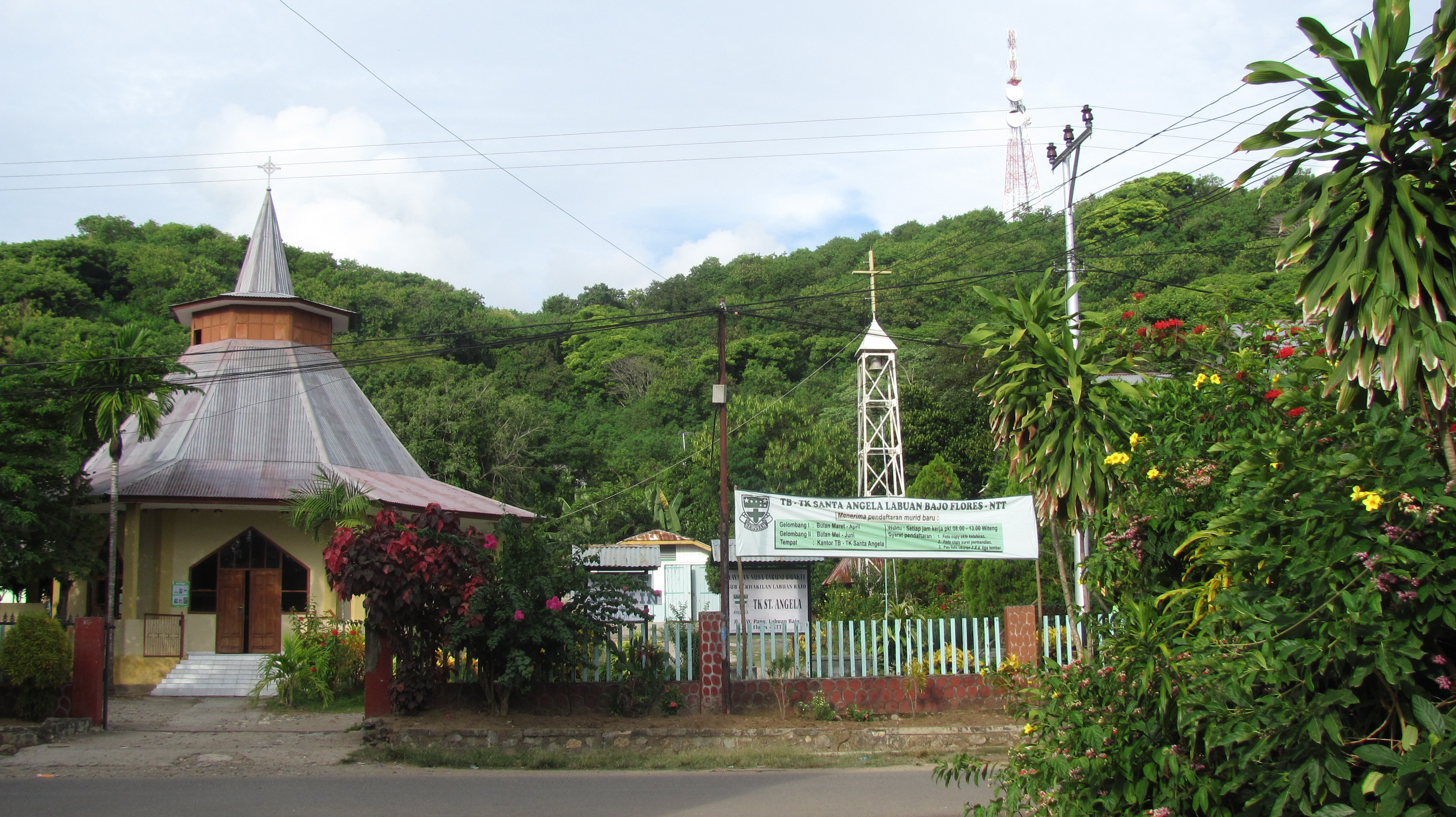
Saint Angela Church
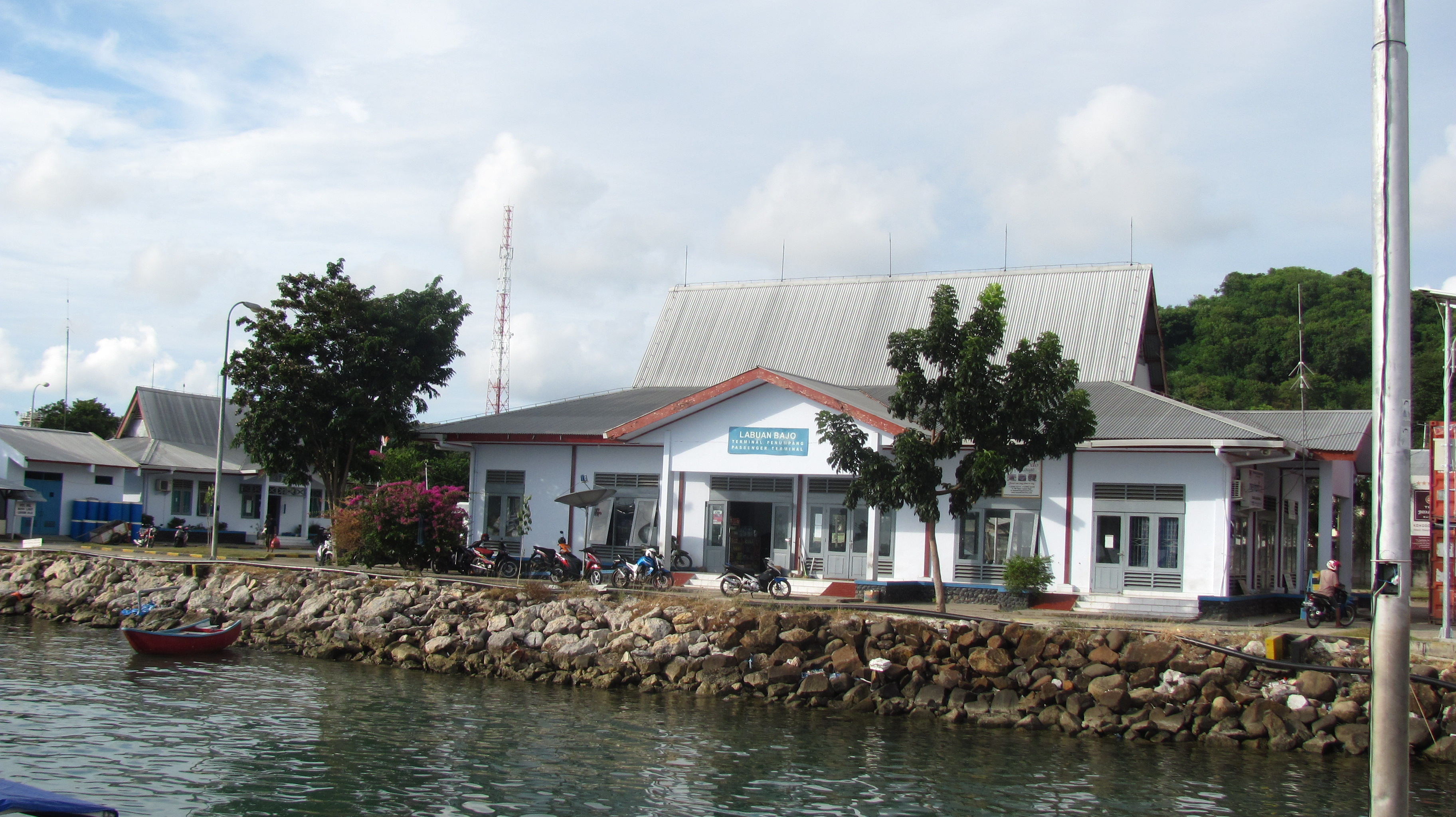
Port
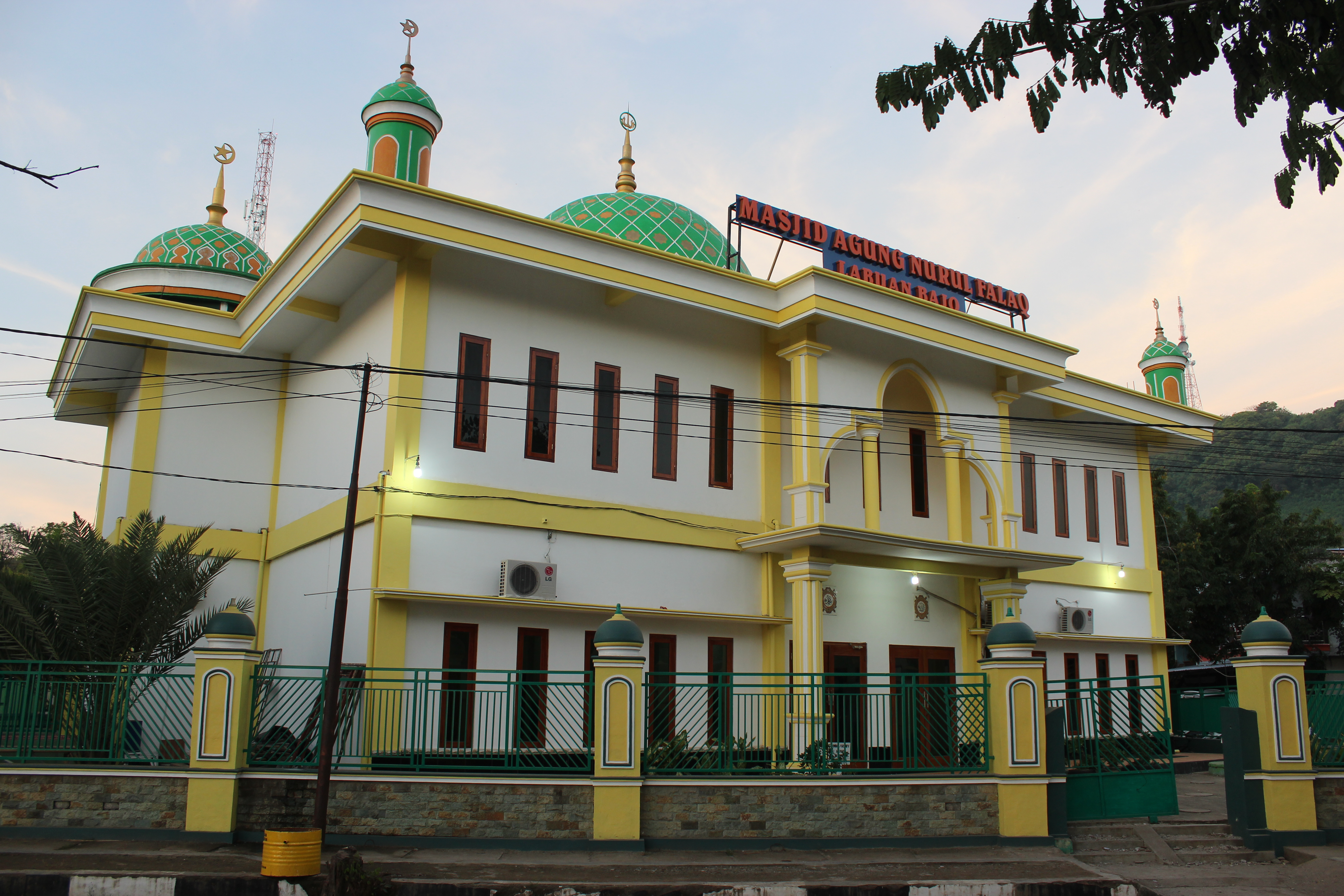
Masjid Agung Nurul Falaq
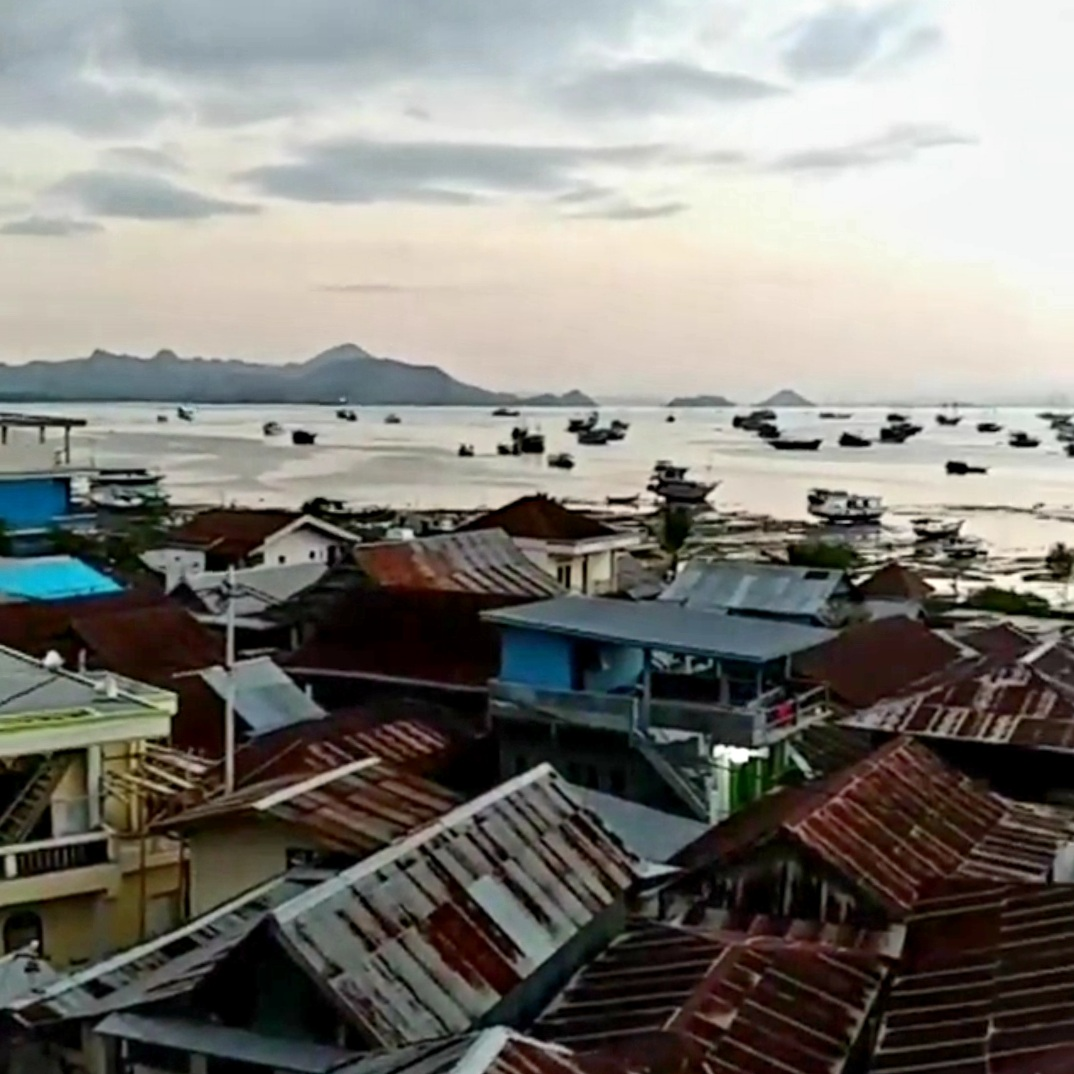
Port de Labuan Bajo
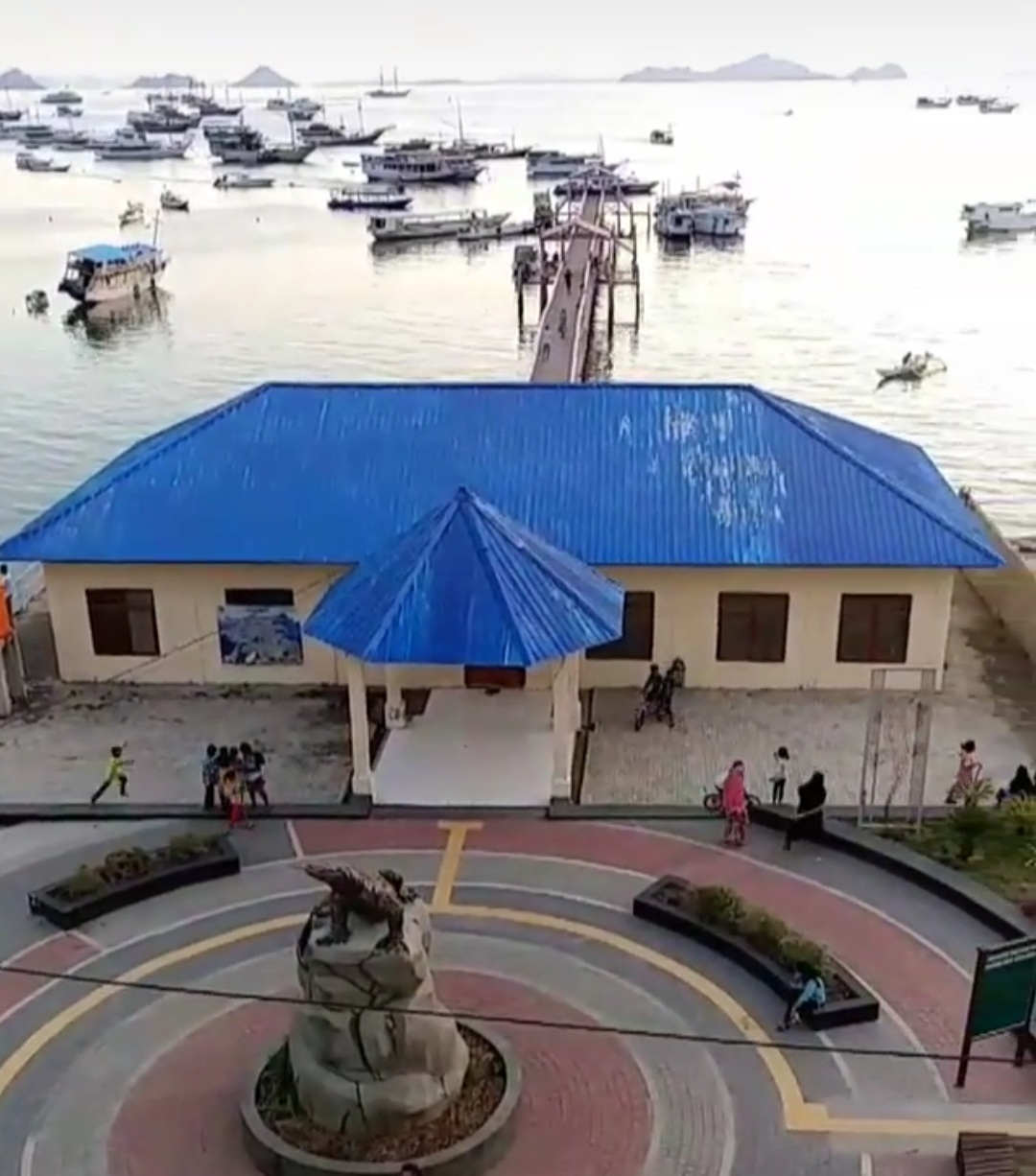
L'edifici portuari principal